# 柚原有里
柚原 有里（ゆのはら あり、2月11日 - ）は、日本の女性声優。前所属事務所は賢プロダクション、2013年4月16日よりフリーランスとして活動。東京都出身。声優でありながらイラストが得意であり、『月刊まんがタウン』（双葉社）での4コマ漫画連載をもっている。

## 出演
太字はメインキャラクター。

### テレビアニメ
- 祝福のカンパネラ（2010年、サルサ・トルティア）
- マジでオタクなイングリッシュ!りぼんちゃん 〜英語で戦う魔法少女〜（2013年、ジミ子）

### OVA
- 祝福のカンパネラOVA（2011年、サルサ・トルティア）

### ゲーム
2010年
- 祝福のカンパネラ Portable（サルサ・トルティア）
- 戦極姫2〜百華、戦乱辰風の如く〜（武田信玄、足利義輝） - 2作品

2011年
- ToHeart2 ダンジョントラベラーズ

2012年
- オレは少女漫画家（秋月凜菜）
- 水平線まで何マイル? -ORIGINAL FLIGHT-（千鳥水面）

2013年
- アルファディア ジェネシス（アウラ）
- スーパーロボット大戦UX（エンネア / ネロ）

2014年
- アルファディア ジェネシス2（シフォン）

### ラジオ
- ういんどみるPresents ウィッチズガーデンのラジオです。（2012年 - 2013年）
- かってにてんしんらん漫!ラヂオ（2013年）

### ラジオCD
- TVアニメ「祝福のカンパネラ」〜クランOasisへようこそ!〜*ラジオCD “caramella”（2010年10月6日）

### その他コンテンツ
- しゃべる。タツノコスタイル・ハッチ（2012年、ハッチ[7]）

## ディスコグラフィ

### キャラクターソング
| 発売日        | 商品名   | 歌                   | 楽曲                | 備考                                               |
| ------------- | -------- | -------------------- | ------------------- | -------------------------------------------------- |
| 2010年8月25日 | coccarda | トルティアカンパニー | 「夢のpreparation」 | テレビアニメ『祝福のカンパネラ』オープニングテーマ |

## 漫画作品
- てんしんらん漫!（原作：天津 向清太朗、『まんがタウン』（双葉社）2013年3月号 - 2014年10月号） - 連載デビュー作。

### ユニットメンバー
1. ↑  サルサ（柚原有里）、リトス（後藤麻衣）、ゴーレム（安元洋貴）